# Erich Straube
Pour les articles homonymes, voir Straube.
Erich Straube (11 décembre 1887 à Elsterwerda — 31 mars 1971 à Osterode am Harz) est un General der Infanterie allemand de la Heer (armée de Terre) dans la Wehrmacht pendant la Seconde Guerre mondiale.
Il a été décoré de la croix de chevalier de la croix de fer avec feuilles de chêne. La croix de chevalier de la croix de fer et son grade supérieur, les feuilles de chêne, sont attribués pour récompenser un acte d'une extrême bravoure sur le champ de bataille ou un commandement militaire avec succès.

## Décorations
- Croix de fer (1914)
  - 2e classe (11 septembre 1914)
  - 1re classe (5 mai 1916)
- Croix d'honneur en 1934
- Agrafe de la croix de fer (1939)
  - 2e classe (15 novembre 1939)
  - 1re classe (17 mai 1940)
- Insigne des blessés (1939)
  - en Noir
- Croix de chevalier de la croix de fer avec feuilles de chêne
  - Croix de chevalier le 19 juillet 1940 en tant que Generalmajor et commandant de la 268.Infanterie-Division[1]
  - 609e feuilles de chêne le 30 septembre 1944 en tant que General der Infanterie et commandant du LXXIV. Armeekorps[2]